# Дзеркала
«Дзеркала» (англ. Mirrors) — американський містичний фільм жахів 2008 року режисера Александра Ажи. Головні ролі зіграли Кіфер Сазерленд, Паула Паттон і Емі Смарт. Спочатку фільм називався «У дзеркалі» (англ. Into the Mirror), але пізніше назву змінили на «Дзеркала». Знімання почалося 1 травня 2007-го, в американських кінотеатрах випущений 15 серпня 2008 року.
Спочатку фільм був задуманий як простий рімейк південнокорейського фільму жахів 2003 року У дзеркалі. Однак, коли Ажа запросили стати режисером, і він прочитав сценарій, то був незадоволений оригінальною історією. Він вирішив зберегти основну ідею оригінального фільму, пов'язану з дзеркалами, і включити кілька власних сцен, тому сюжет і сценарій серйозно переписали. Продовження під назвою Дзеркала 2 вийшло у 2010 році.

## Сюжет
У фільмі розповідається про колишнього поліціянта Бена Карсона, котрого звільнили за вбивство іншого співробітника служби. Це зробило його агресивним і спричинило в ньому потяг до алкоголю. Через це його дружина та діти віддалилися від нього, а сам він змушений жити у квартирі своєї сестри. Втративши надію повернутися до попереднього життя, колишній службовець влаштовується на роботу нічним сторожем спалених руїн універмагу «Mayflower».
Колись цей магазин був символом розкоші, у ньому завжди було багато людей. Після пожежі тут практично не залишилось нічого цілого, але майже по всьому універмагу залишились стояти, сидіти, лежати манекени, наявність яких наче оживляло обстановку.
Карсон починає свій обхід і помічає, що гігантські дзеркала цього магазину кришталево чисті, наче їх ретельно полірують щодня, а то і частіше. Хоча тут немає нікого, крім пилу і сторожа.
Він починає бачити в дзеркалах жахливі речі та відчувати їх. Сестра Бена вмовляє його звільнитися з роботи. Бен погоджується, і дзеркала вбивають його сестру.
Він намагається з'ясувати, чому помер колишній сторож, і в той же день він отримує посилку від цього колишнього сторожа, який відправив її за деякий час до своєї смерті. Бен в розпачі намагається з'ясувати, що дзеркалам від нього треба. Їм потрібен хтось, чиє прізвище Ессекер. За допомогою друга (колишнього товариша по роботі) Бен шукає Ессекера.
Одного разу під час нічного обходу він з'ясовує, що Mayflower був побудований на місці закритої психіатричної клініки. Незабаром він знаходить Анну Ессекер (колишню пацієнтку). Бен відправляється в штат Пенсільванія з намірами знайти Анну. Від її брата він дізнається, що вона живе в монастирі, де заборонені дзеркала, бо коли вона виписалася з лікарні, щось у відображенні стало переслідувати її.
Анна розповідає Бену, що, коли вона була хвора на шизофренію, її доктор прив'язував її до стільця і змушував годинами (а то і днями) дивитися в дзеркала. Людину, хвору на шизофренію, таким методом вилікувати просто неможливо, але в Анни була не шизофренія. Всередині неї сидів демон, який увійшов в дзеркала. Він і вбивав людей. А тепер йому потрібна Анна, щоб знову повернутися в наш світ.
У той час, як Бен розмовляв з Анною, демон прийшов за його родиною…
Бен вмовляє Анну повернутися в ту кімнату, де той самий доктор «лікував» її.
Наприкінці фільму демон повертається в Анну, і вона вмирає від осколків розбитих дзеркал. З них виходить демон, і Бен вбиває його, а його сім'я врятована.
Коли він виходить з універмагу, то з жахом зауважує, що всі слова написані дзеркально, і усвідомлює, що він знаходиться в іншій реальності. Він торкається до вітринного скла, а в реальному світі на цьому ж склі зі зворотного боку видно відбиток його долоні — так само як на початку фільму, коли Бен виявив на дзеркалі в універмазі безліч відбитків долонь залишених зсередини.

## Ролі
- Кіфер Сазерленд — Бен Карсон
- Паула Паттон — Емі Карсон
- Камерон Бойс — Майкл Карсон
- Ерика Глюк — Дэйзі Карсон
- Емі Смарт — Анджела Карсон
- Мэері Бет Пейл — Анна Ессекер
- Джон Шрепнел — Лоренцо Сапеллі
- Джейсон Флемінг — Леррі Бьорні
- Адина Рапітеану — Анна Ессекер в дитинстві

### Відмінності від оригінального фільму
Американська версія має значні відмінності від корейського фільму. Єдине, що об'єднує обидва фільми, — ідея про згорілий універмаг та колишнього поліцейського, який там працює сторожем, в іншому сюжетні лінії значно відрізняються. Якщо корейський фільм — це детектив з елементами містики, то американський — кривавий фільм жахів про проникнення демонічних сил через дзеркала в наш світ.